# Controller Area Network
CAN (англ. Controller Area Network — сеть контроллеров) — стандарт промышленной сети, ориентированный, прежде всего, на объединение в единую сеть различных исполнительных устройств и датчиков. Режим передачи — последовательный, широковещательный, пакетный.
CAN разработан компанией Robert Bosch GmbH в середине 1980-х и в настоящее время широко распространён в промышленной автоматизации, технологиях домашней автоматизации («умного дома»), автомобильной промышленности и многих других областях. Стандарт для автомобильной автоматики.

## Описание стандарта
Непосредственно стандарт CAN компании Bosch определяет передачу в отрыве от физического уровня — он может быть каким угодно, например, радиоканалом или оптоволокном. Но на практике под CAN-сетью обычно подразумевается сеть топологии «шина» с физическим уровнем в виде дифференциальной пары, определённым в стандарте ISO 11898. Передача ведётся кадрами, которые принимаются всеми узлами сети. Для доступа к шине выпускаются специализированные микросхемы — драйверы CAN-шины.

### Общие сведения
CAN является синхронной шиной с типом доступа Collision Resolving (CR, разрешение коллизии), который, в отличие от Collision Detect (CD, обнаружение коллизии) сетей (Ethernet), детерминировано (приоритетно) обеспечивает доступ на передачу сообщения, что особо ценно для промышленных сетей управления (fieldbus).
Передача ведётся кадрами. Полезная информация в кадре состоит из идентификатора длиной 11 бит (стандартный формат) или 29 бит (расширенный формат, надмножество предыдущего) и поля данных длиной от 0 до 8 байт. Идентификатор говорит о содержимом пакета и служит для определения приоритета при попытке одновременной передачи несколькими сетевыми узлами.

### Рецессивные и доминантные биты
Для абстрагирования от среды передачи спецификация CAN избегает описывать биты данных как «0» и «1». Вместо этого применяются термины «рецессивный» бит  и «доминантный» бит, при этом подразумевается, что при передаче одним узлом сети рецессивного бита, а другим доминантного принят будет доминантный бит. Например, при реализации физического уровня на радиоканале отсутствие сигнала означает рецессивный бит, а наличие — доминантный; тогда как в типичной реализации проводной сети рецессив бывает при наличии сигнала, а доминант, соответственно, при отсутствии. Стандарт сети требует от «физического уровня», фактически, единственного условия: чтобы доминантный бит мог подавить рецессивный, но не наоборот. Например, в оптическом волокне доминантному биту должен соответствовать «свет», а рецессивному — «темнота». В электрическом проводе может быть так: рецессивное состояние — высокое напряжение на линии (от источника с большим внутренним сопротивлением), доминантное — низкое напряжение (доминантный узел сети «подтягивает» линию на землю). Если линия находится в рецессивном состоянии, перевести её в доминантное может любой узел сети (включив свет в оптоволокне или закоротив высокое напряжение). Наоборот — нельзя (включить темноту нельзя).

### Виды кадров
- Кадр данных (data frame) — передаёт данные;
- Кадр удаленного запроса (remote frame) — служит для запроса на передачу кадра данных с тем же идентификатором;
- Кадр перегрузки (overload frame) — обеспечивает промежуток между кадрами данных или запроса;
- Кадр ошибки (error frame) — передаётся узлом, обнаружившим в сети ошибку.

Кадры данных и запроса отделяются от предыдущих кадров межкадровым промежутком.

### Формат кадра

#### Базовый формат кадра данных
| Поле                                | Длина (в битах) | Описание                                                  |
| ----------------------------------- | --------------- | --------------------------------------------------------- |
| Начало кадра (SOF)                  | 1               | Сигнализирует начало передачи кадра                       |
| Идентификатор                       | 11              | Уникальный идентификатор                                  |
| Запрос на передачу (RTR)            | 1               | Должен быть доминантным                                   |
| Бит расширения идентификатора (IDE) | 1               | Должен быть доминантным (определяет длину идентификатора) |
| Зарезервированный бит (r0)          | 1               | Резерв                                                    |
| Длина данных (DLC)                  | 4               | Длина поля данных в байтах (0-8)                          |
| Поле данных                         | 0-8 байт        | Передаваемые данные (длина в поле DLC)                    |
| Контрольная сумма (CRC)             | 15              | Контрольная сумма всего кадра                             |
| Разграничитель контрольной суммы    | 1               | Должен быть рецессивным                                   |
| Промежуток подтверждения (ACK)      | 1               | Передатчик шлёт рецессивный, приёмник вставляет доминанту |
| Разграничитель подтверждения        | 1               | Должен быть рецессивным                                   |
| Конец кадра (EOF)                   | 7               | Должен быть рецессивным                                   |

Первые 7 бит идентификатора не должны быть все рецессивными.

#### Расширенный формат кадра данных
| Поле                                | Длина (в битах) | Описание                                                  |
| ----------------------------------- | --------------- | --------------------------------------------------------- |
| Начало кадра (SOF)                  | 1               | Сигнализирует начало передачи кадра                       |
| Идентификатор A                     | 11              | Первая часть идентификатора                               |
| Подмена запроса на передачу (SRR)   | 1               | Должен быть рецессивным                                   |
| Бит расширения идентификатора (IDE) | 1               | Должен быть рецессивным (определяет длину идентификатора) |
| Идентификатор B                     | 18              | Вторая часть идентификатора                               |
| Запрос на передачу (RTR)            | 1               | Должен быть доминантным                                   |
| Зарезервированные биты (r1 и r0)    | 2               | Резерв                                                    |
| Длина данных (DLC)                  | 4               | Длина поля данных в байтах (0-8)                          |
| Поле данных                         | 0-8 байт        | Передаваемые данные (длина в поле DLC)                    |
| Контрольная сумма (CRC)             | 15              | Контрольная сумма всего кадра                             |
| Разграничитель контрольной суммы    | 1               | Должен быть рецессивным                                   |
| Промежуток подтверждения (ACK)      | 1               | Передатчик шлёт рецессивный, приёмник вставляет доминанту |
| Разграничитель подтверждения        | 1               | Должен быть рецессивным                                   |
| Конец кадра (EOF)                   | 7               | Должен быть рецессивным                                   |

Идентификатор получается объединением частей A и B.

#### Формат кадра удаленного запроса
Совпадает с кадрами данных стандартного или расширенного формата, за двумя исключениями:
- В поле RTR рецессив вместо доминанты.
- Отсутствует поле данных.

### Арбитраж доступа
При свободной шине любой узел может начинать передачу в любой момент. В случае одновременной передачи кадров двумя и более узлами проходит арбитраж доступа: передавая идентификатор, узел одновременно проверяет состояние шины. Если при передаче рецессивного бита принимается доминантный — считается, что другой узел передаёт сообщение с большим приоритетом, и передача откладывается до освобождения шины. Таким образом, в отличие, например, от Ethernet, в CAN не происходит непроизводительной потери пропускной способности канала при коллизиях. Цена этого решения — возможность того, что сообщения с низким приоритетом никогда не будут переданы.

### Контроль ошибок
CAN имеет несколько механизмов контроля и предотвращения ошибок:
- Контроль передачи: при передаче битовые уровни в сети сравниваются с передаваемыми битами.
- Дополняющие биты (bit stuffing): после передачи пяти одинаковых битов подряд автоматически передаётся бит противоположного значения. Таким образом кодируются все поля кадров данных или запроса, кроме разграничителя контрольной суммы, промежутка подтверждения и EOF.
- Контрольная сумма: передатчик вычисляет её и добавляет в передаваемый кадр, приёмник считает контрольную сумму принимаемого кадра в реальном времени (одновременно с передатчиком), сравнивает с суммой в самом кадре и в случае совпадения передаёт доминантный бит в промежутке подтверждения.
- Контроль значений полей при приёме.

Разработчики оценивают вероятность невыявления ошибки передачи как 4,7×10−11.

### Скорость передачи и длина сети

#### Диапазон скоростей
Все узлы в сети должны работать с одной скоростью. Стандарт CAN не определяет скоростей работы, но большинство как отдельных, так и встроенных в микроконтроллеры адаптеров позволяет плавно менять скорость в диапазоне, по крайней мере, от 20 килобит в секунду до 1 мегабита в секунду. Существуют решения, выходящие далеко за рамки данного диапазона.

#### Предельная длина сети
Приведённые выше методы контроля ошибок требуют, чтобы изменение бита при передаче успело распространиться по всей сети к моменту замера значения. Это ставит максимальную длину сети в обратную зависимость от скорости передачи: чем больше скорость, тем меньше длина. Например, для сети стандарта ISO 11898 предельные длины составляют приблизительно:
| 1 Мбит/с   | 40 м   |
| 500 кбит/с | 100 м  |
| 125 кбит/с | 500 м  |
| 10 кбит/с  | 5000 м |

Использование оптопар для защиты устройств от высоковольтных помех в сети ещё больше сокращает предельную длину, тем больше, чем больше задержка сигнала в оптопаре.  Сильно разветвлённые сети (паутина) также снижают скорость из-за множества отражений сигнала и большей электрической ёмкости шины.

## Протоколы верхнего уровня
Базовой спецификации CAN не достаёт многих возможностей, требуемых в реальных системах: передачи данных длиннее 8 байт, автоматического распределения идентификаторов между узлами, единообразного управления устройствами различных типов и производителей. Поэтому вскоре после появления CAN на рынке начали разрабатываться протоколы высокого уровня для него. В число распространённых на данный момент протоколов входят:
- CANopen
- DeviceNet
- CAN Kingdom
- J1939
- SDS
- NMEA-2000 (морской транспорт)
- ARINC-825 (авиация)  (нем.)
- UAVCAN (робототехника и летательные аппараты)

## Применение CAN в автомобилестроении

CAN-контакты в стандарте зарядки электромобилей «ChaoJi»:
S- — Signalling CAN_Low
S+ — CAN_High

Во всех высокотехнологичных системах современного автомобиля применяется CAN-протокол для связи ЭБУ с дополнительными устройствами и контроллерами исполнительных механизмов и различных систем безопасности. В некоторых автомобилях CAN связывает IMMO, приборные панели, SRS блоки и т. д.
Также протокол CAN ISO 15765-4 вошел в состав стандарта OBD-II.

## Преимущества и недостатки

### Преимущества
- Возможность работы в режиме жёсткого реального времени.
- Простота реализации и минимальные затраты на использование.
- Высокая устойчивость к помехам.
- Арбитраж доступа к сети без потерь пропускной способности.
- Надёжный контроль ошибок передачи и приёма.
- Широкий диапазон скоростей работы.
- Большое распространение технологии, наличие широкого ассортимента продуктов от различных поставщиков.

### Недостатки
- Небольшое количество данных, которое можно передать в одном пакете (до 8 байт).
- Большой размер служебных данных в пакете (по отношению к полезным данным).
- Отсутствие единого общепринятого стандарта на протокол высокого уровня, однако это - и достоинство. Стандарт сети предоставляет широкие возможности для практически безошибочной передачи данных между узлами, оставляя разработчику возможность вложить в этот стандарт всё, что туда сможет поместиться. В этом отношении CAN подобен простому электрическому проводу. Туда можно «затолкать» любой поток информации, который сможет выдержать пропускная способность шины. Известны примеры передачи звука и изображения по шине CAN (Россия). Известен случай создания системы аварийной связи вдоль автодороги длиной несколько десятков километров (Германия) (в первом случае нужна была большая скорость передачи и небольшая длина линии, во втором случае — наоборот). Изготовители, как правило, не афишируют, как именно они используют полезные байты в пакете.